# Road Movie (film, 1974)
Pour les articles homonymes, voir Road movie (homonymie).
Pour plus de détails, voir Fiche technique et Distribution.
Road Movie est un film dramatique américain réalisé par Joseph Strick tourné  en 1973 et sorti en salles le 3 février 1974.

## Synopsis
États-Unis, début des années 1970. Gil et Hank sont deux jeunes camionneurs indépendants voyageant à bord de leur Peterbilt 281. La concurrence est rude et ils peinent à gagner leur vie convenablement. Ils acceptent d'emmener Janice, une prostituée un peu perdue, à Chicago. Mais la route est longue et la cohabitation entre la jeune femme et les deux hommes s'avère délicate ; très vite des tensions apparaissent. Comme l'affirme l'affiche du film : « si vous embarquez Janice, vous embarquez les ennuis ».

## Distribution
- Janice : Regina Baff
- Gil : Robert Drivas
- Hank : Barry Bostwick
- Harry : David Bauer
- L'homme dans le restaurant : Barton Heyman

## À noter
- Le camion est du même modèle que celui utilisé pour les tournages de Duel (Steven Spielberg) et Massacre à la tronçonneuse (Tobe Hooper).